# Giovanni Volpe
Giovanni Volpe (Santarcangelo di Romagna, 1906 – Roma, 15 aprile 1984) è stato un editore italiano.

## Biografia
Figlio dello storico Gioacchino Volpe, era ingegnere. 
Si occupò inizialmente di agricoltura, nello specifico di bonifica ed irrigazione, dirigendo anche la rivista Bonifica e colonizzazione, e della realizzazione di gallerie per impianti idroelettrici. Tra gli altri suoi interessi, gli scavi archeologici: in Calabria contribuì al disseppellimento della città di Sibari.
Appassionato di studi, fondò a Roma nel 1962 la casa editrice omonima, che per breve tempo si chiamò "Il Quadrato". 
Adottando una posizione nazionalista, volle dare spazio agli autori italiani e stranieri appartenenti alla "cultura di destra", intesa nelle sue molteplici espressioni (conservatorismo, liberalismo, cattolicesimo, tradizionalismo, fascismo, reazionismo, ecc.). Pubblicò, primo nel dopoguerra, scrittori come Ernst Jünger, José Ortega y Gasset, Oswald Spengler, i quali erano stati confinati nel ghetto dell'irrazionalismo, ma anche autori antifascisti – come Panfilo Gentile, Pietro Operti e Paolo Vita-Finzi.
Alla casa editrice affiancò due riviste culturali: il mensile La Torre (prima Totalità, diretto da Barna Occhini, genero di Giovanni Papini, con la collaborazione e le illustrazioni in Xilografia di Sigfrido Bartolini) e il trimestrale Intervento, che appoggiava l'interventismo intellettuale nazional-conservatore, non antidemocratico ma antiprogressista.
Giovanni Volpe diede spazio anche a giovani intellettuali di destra che poi si sarebbero affermati, come Maurizio Cabona, Gennaro Malgieri, Enrico Nistri, Francesco Perfetti, Stenio Solinas, Marco Tarchi, Marcello Veneziani, Giulio Vignoli, ed altri.
Morì, improvvisamente, il 15 aprile 1984, subito dopo aver concluso un convegno da lui promosso all'interno del XII Incontro Romano.

## Casa editrice

### Autori pubblicati
Fra gli autori pubblicati vanno ricordati:
- Vittorio Enzo Alfieri
- Giovanni Allegra
- Pierre Andreu
- Rosario Assunto
- Maurice Bardèche
- Sigfrido Bartolini
- Carlo Belli
- Abel Bonnard
- Marino Bon Valsassina
- Robert Brasillach
- Piero Buscaroli
- Giulia Lenzi Castoldi
- Alfredo Cattabiani
- Jean Cau
- Nicola Francesco Cimmino
- Ramiro de Maeztu
- Francisco Elías de Tejada
- Pierre Drieu La Rochelle
- Enzo Erra
- Julius Evola
- Panfilo Gentile
- Pietro Gerbore
- Fausto Gianfranceschi
- Enzo Giudici
- Wolf Giusti
- Francesco Grisi
- Vintilă Horia
- Enrico Landolfi
- Nino Longobardi
- Gabriel Marcel
- Charles Maurras
- Mihajlo Mihajlov
- Thomas Molnar
- Orsola Nemi
- Giuseppe Ugo Papi
- Ettore Paratore
- Robert Poulet
- Sergio Ricossa
- Massimo Rocca
- Adriano Romualdi
- Massimo Scaligero
- Paul Sérant
- Primo Siena
- Alfredo Signoretti
- Duilio Susmel
- Luigi Tallarico
- Attilio Tamaro
- Vittorio Vettori
- Mario Viana
- Mario Vinciguerra
- Gioacchino Volpe

Dopo la morte di Giovanni (1984) il catalogo Volpe è stato acquisito dalla «Ciarrapico Editore» di Giuseppe Ciarrapico.

## Fondazione Gioacchino Volpe
Giovanni Volpe creò la «Fondazione Gioacchino Volpe» in onore del padre, con cui editò pubblicazioni accademiche e organizzava convegni che vedevano la partecipazione di intellettuali di tutto il mondo, come l'annuale «Incontro Romano».

## Opere
- Della cogestione, Roma, La Torre, 1973.
- La doverosa impossibile obbedienza, Roma, La Torre, 1976.
- Cultura e nazione, Roma, G. Volpe, 1985.
- La destra oggi, Roma, G. Volpe, 1975.
- Piero Operti: un eretico dell'antifascismo (con Vittorio Enzo Alfieri e Piero Capello), G. Volpe editore, 1977